# HD 202240
HD 202240，又名BD+36 4470，SAO 71086、HR 8120，是一颗恒星，视星等为6.05，位于銀經81.63，銀緯-8.2，其B1900.0坐标为赤經21h 9m 25.2s，赤緯+36° -8.2′ 14″。